# Triplophysa edsinica
 Triplophysa edsinica és una espècie de peix de la família dels balitòrids i de l'ordre dels cipriniformes que es troba a Àsia.